# Барнс, Джайлз
Джайлз Гордон Кирлю Барнс (англ. Giles Gordon Kirlue Barnes; род. 5 августа 1988, Лондон, Англия) — ямайский футболист, нападающий. Выступал за сборную Ямайки.

## Клубная карьера

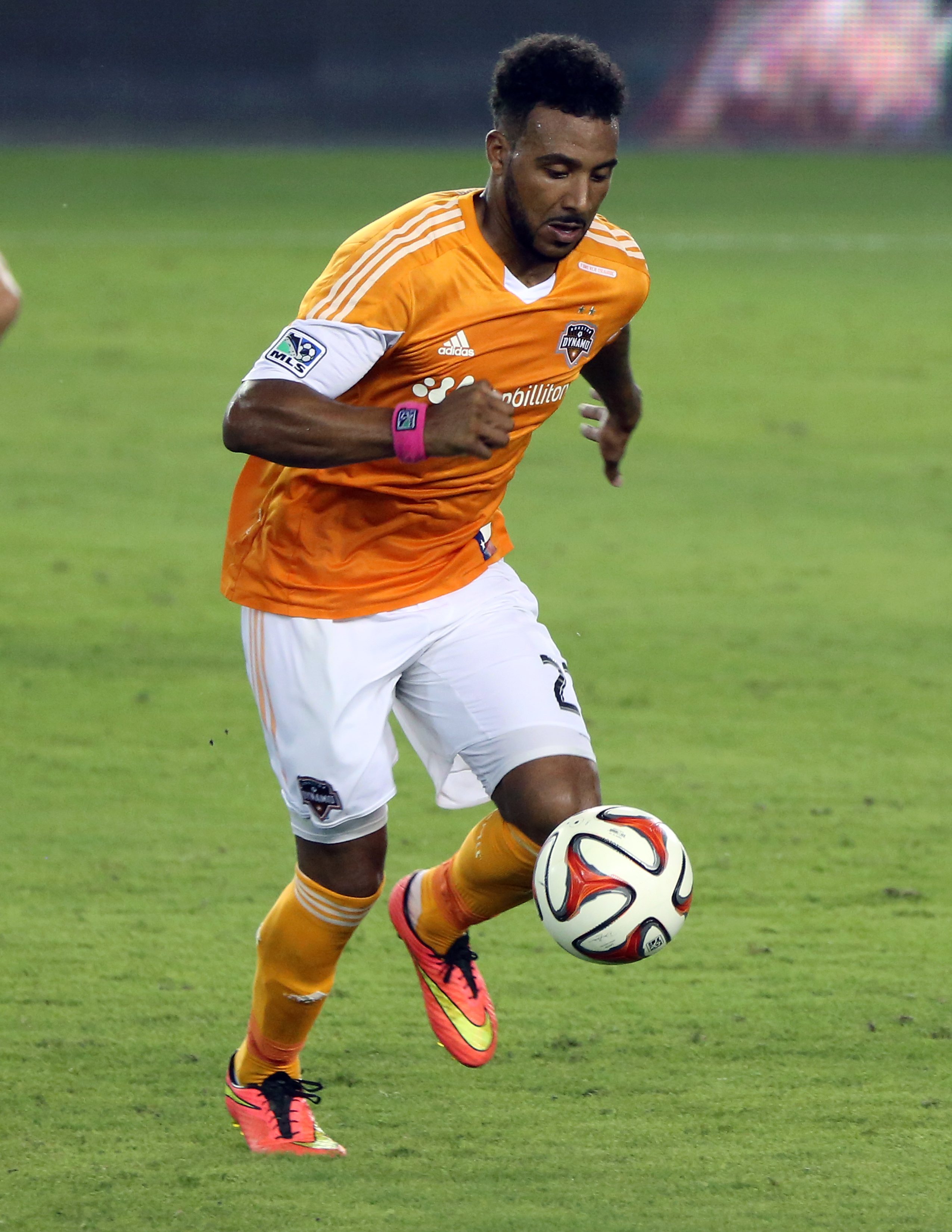
Барнс в составе «Хьюстон Динамо»

Барнс начал карьеру выступая в клубе «Дерби Каунти». В матче Кубка Лиги 2005/2006 против «Гримсби Таун» он дебютировал за команду, заменив в конце второго тайма Пола Пескисолидо. Дебют в Чемпионшипе состоялся в поединке против «Кру Александра». Во втором сезоне Джайлз завоевал место в основе. В матче против «Уотфорда» он забил свой первый гол за «Дерби».
В 2007 году Барнс помог команде выйти в элиту. 22 сентября в матче против лондонского «Арсенала» он дебютировал в Премьер-лиге. 23 декабря в поединке против «Ньюкасл Юнайтед» Джайлз забил свой первый гол на высшем уровне. По окончании сезона «Каунти» вылетели обратно в Чемпионшип. В 2009 году Барнс на правах аренды перешёл в «Фулхэм», но не сыграв ни минуты вернулся обратно.
В начале 2010 года Джайлз перешёл в «Вест Бромвич Альбион». 9 марта в матче против «Шеффилд Уэнсдей» он дебютировал за новый клуб. Вместе с «дроздами» Барнс вновь вышел в Премьер лигу. Джайлз не забил за «Вест Бромвич» ни одного мяча и по окончании сезона перешёл в «Донкастер Роверс». 6 августа 2011 года в матче против «Брайтон энд Хоув Альбион» он дебютировал за новый клуб. 25 февраля 2012 года в поединке против «Питерборо Юнайтед» Барнс забил свой первый гол за «Роверс».
Летом 2012 года Джайлз перешёл в американский «Хьюстон Динамо». 15 сентября в матче против «Спортинг Канзас-Сити» он дебютировал в MLS. 23 марта 2013 года в поединке против канадского «Ванкувер Уайткэпс» Барнс забил свой первый гол за «Динамо».
Летом 2016 года Джайлз присоединился к «Ванкувер Уайткэпс» в обмен на общие распределительные средства и права на Кейнера Брауна в MLS. 7 августа в матче против «Колорадо Рэпидз» он дебютировал за новую команду. 23 октября в поединке против «Портленд Тимберс» Барнс сделал «дубль», забив свои первые голы за «Ванкувер Уайткэпс».
В начале 2017 года Джайлз был обменян в «Орландо Сити» на Брека Шея. 5 марта в матче против «Нью-Йорк Сити» он дебютировал за новую команду. Первый гол за «львов» он забил 31 мая в ворота «Ди Си Юнайтед». После окончания сезона 2017 «Орландо» не стал продлевать контракт с Барнсом.
9 января 2018 года Барнс подписал контракт с клубом чемпионата Мексики «Леон». Его дебют за «Леон» состоялся 16 января в матче Кубка Мексики против «Кафеталерос де Тапачула».
Летом 2018 года Барнс вернулся в MLS, подписав 13 июля контракт с «Колорадо Рэпидз» на шесть месяцев. За денверский клуб он дебютировал на следующий день в матче против «Хьюстон Динамо». По окончании сезона 2018 «Колорадо Рэпидз» не продлил контракт с Барнсом.
В январе 2019 года Барнс проходил просмотр в «Вест Бромвич Альбион».
В октябре 2019 года Барнс подписал контракт с клубом Индийской суперлиги «Хайдарабад».
В октябре 2021 года Барнс тренировался с клубом Чемпионшипа ЮСЛ «Остин Боулд».

## Международная карьера
Барнс родился в Англии и даже выступал за юношеские команды национальной сборной. В 2014 году он принял предложение выступать за Ямайку, так как он имеет ямайские корни и его дед и бабка жили на этом острове. 28 марта 2014 года в товарищеском матче против сборной Венесуэлы Джайлз дебютировал за сборную Ямайки. В этом же поединке он забил свой первый гол за национальную команду.
Летом 2015 года Джайлз попал в заявку сборной на участие в Кубке Америки в Чили. На турнире он сыграл в матчах против Уругвая, Парагвая и Аргентины.
В том же году Барнс принял участие в Золотом кубке КОНКАКАФ. На турнире он сыграл в матчах против команд Гаити, Канады, Сальвадора, Коста-Рики, Мексики и США. В поединке против гаитян и американцев Джайлз забил два гола.
Летом 2016 года Барнс принял участие в Кубке Америки в США. На турнире он сыграл в матчах против сборных Мексики, Венесуэлы и Уругвая.

### Голы за сборную Ямайки
| #  | Дата          | Место                                            | Противник        | Счёт | Результат | Соревнование                |
| -- | ------------- | ------------------------------------------------ | ---------------- | ---- | --------- | --------------------------- |
| 1. | 28 марта 2014 | Монтего-Бей Спортс Комплекс, Монтего-Бей, Ямайка | Венесуэла        | 1:1  | 2:1       | Товарищеский матч           |
| 2. | 18 июля 2015  | Эм-энд-ти Банк Стэдиум, Балтимор, США            | Республика Гаити | 0:1  | 0:1       | Золотой кубок КОНКАКАФ 2015 |
| 3. | 23 июля 2015  | Джорджия Доум, Атланта, США                      | США              | 0:2  | 1:2       | Золотой кубок КОНКАКАФ 2015 |

## Достижения
Международные
 Ямайка
- Золотой кубок КОНКАКАФ — 2015